# 沙坝八月瓜
沙坝八月瓜（学名：Holboellia chapaensis）为木通科八月瓜属下的一个种。

## 扩展阅读
- 維基物種上的相關：沙坝八月瓜